# 巴彦旗
巴彦旗是内蒙古歷史上纳文慕仁盟下属的一个旗。辖区现位于呼伦贝尔市莫力达瓦旗北部。

## 历史
1933年满洲国设置巴彦旗。旗府驻额尔和。下辖：
- 莫尔根努图克：辖额尔河、讷青、陈化、那文、哈里5个嘎查
- 腾克努图克：辖怪勒、穆克登2嘎查
- 河木尔努图克：辖特克西、郭恩2个嘎查
- 巴彦努图克：萨彦1个嘎查
- 多普尔努图克：辖多普库尔1个嘎查
- 甘奎努图克：辖甘河、奎勒2个嘎查

1945年日本投降后划归纳文慕仁盟管辖。1949年5月裁撤巴彦旗，并入莫力达瓦旗。今屬中華人民共和國內蒙古自治區呼倫貝爾市。